# Österreichische Galerie Belvedere
Österreichische Galerie Belvedere, Galeria Austriacka Belvedere – muzeum sztuki mieszczące się w pałacu Belweder w Wiedniu.
Kolekcja sztuki obejmuje arcydzieła od średniowiecza (największa kolekcja w Austrii) i baroku po wiek XXI, specjalizując się jednak w malarstwie austriackim od fin de siècle’u i okresu secesji.

## Historia
Na przełomie wieków XIX i XX Wiedeń stał się jednym z centrów nowoczesnej sztuki, do czego w decydującym stopniu przyczyniło się powołanie w 1897 roku grupy artystycznej „Secesji wiedeńskiej” z Gustavem Klimtem na czele. Członkowie Secesji od początku starali się sprowadzić międzynarodową sztukę współczesną do Wiednia i mimo że od 1898 roku mieli już swój własny budynek wystawowy autorstwa Josepha Marii Olbricha, dążyli także do otwarcia państwowej galerii sztuki najnowszej.
Około 1900 roku, wobec braku środków na budowę zaplanowanego muzeum, celem stało się tymczasowe umieszczenie powstającej kolekcji w Dolnym Belwederze. Dzięki zabiegom m.in. Carla Molla, późniejsza Galeria Austriacka Belvedere otwarta została w 1903 roku pod nazwą Moderne Galerie („Galeria Nowoczesna”). Otwarcie galerii stało się pretekstem do hojnego wkładu secesjonistów w zbiory w postaci przekazania jej szeregu współczesnych dzieł (obrazów i rzeźb) międzynarodowych artystów, m.in. Vincenta van Gogha (Równina Auvers z 1890).
Kierownictwo galerii sprawowane było początkowo bezpośrednio z Ministerstwa Kultury, dopiero w 1909 zyskała ona własnego dyrektora w osobie F. Dörnhöffera, który zainicjował systematyczne poszerzanie zbiorów o dzieła sztuki z wszystkich epok. W 1911 zmieniono nazwę galerii na K.k. Österreichische Staatsgalerie („C.k. Austriacka Galeria Państwowa”). W tym czasie dysponowała już ona reprezentatywnym przeglądem sztuki austriackiej od średniowiecza po współczesność i stanowiła tym samym zalążek struktury obecnego kompleksu muzealnego. Nadal jednak szczególne związki łączyły ją z grupą secesjonistów, których twórczość stała się z kolei synonimem rozpoznawalnego w całej Europie austriackiego Jugendstilu.
Od roku 1915 aż do zawieszenia jego urzędu w 1938 galerią kierował F. M. Haberditzl. Dzięki swej mądrej polityce zakupowej, zwłaszcza po zakończeniu I wojny światowej, położył on podstawy pod ważną kolekcję kluczowych dzieł klasycznego modernizmu. Galeria zyskała też wtedy obowiązującą do 2007 roku (z wyjątkiem okupacji niemieckiej) nazwę „Galerii Austriackiej” (Österreichische Galerie). Na czas urzędowania Haberditzla przypadło również poszerzenie pomieszczeń zajmowanych przez instytucję na oba pałace (Dolny i Górny Belweder) oraz uporządkowanie przez wiedeńskiego historyka sztuki Hansa Tietze przechowywanej w górnym pałacu części dawnej kolekcji cesarskiej.

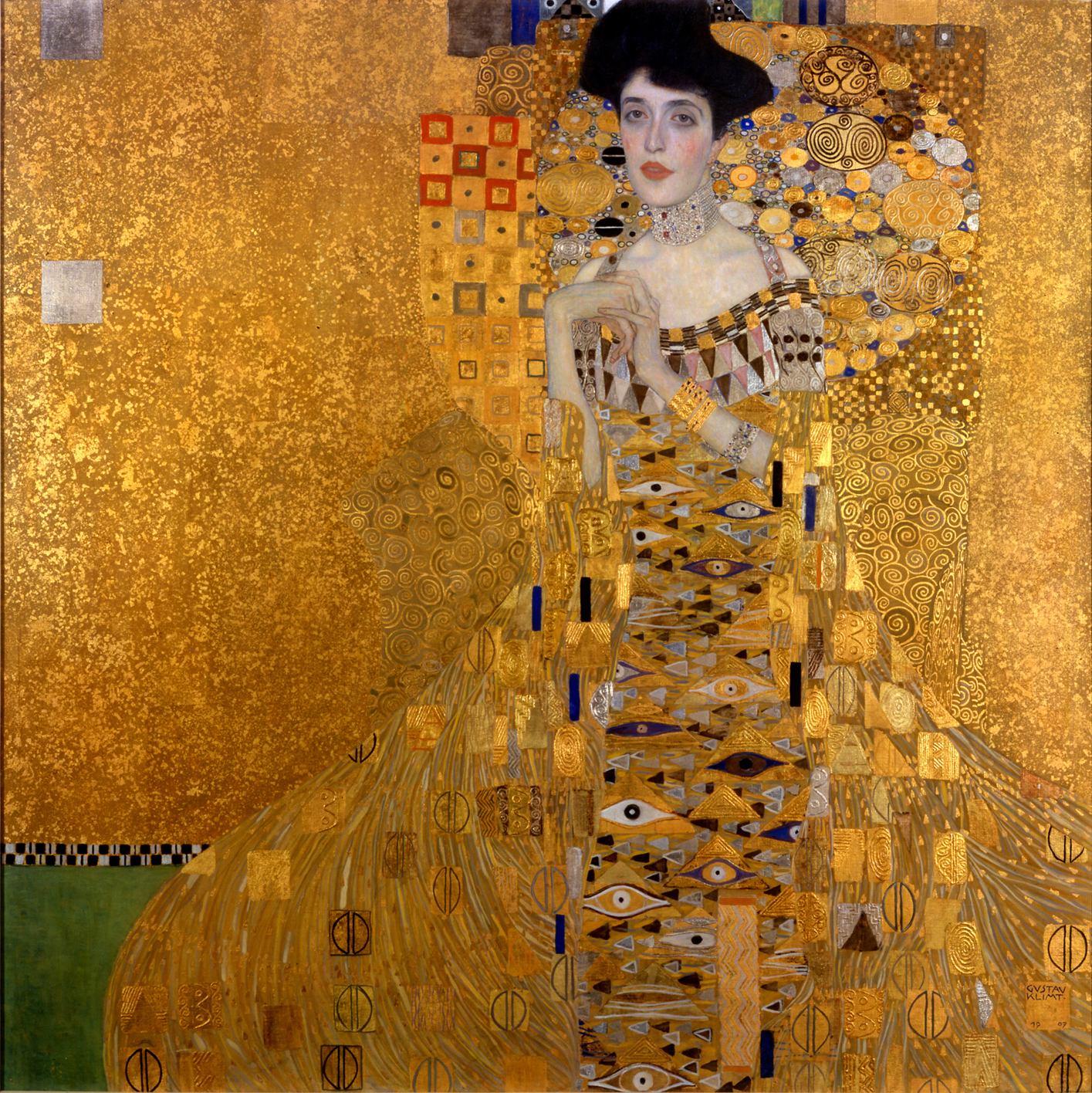
Gustav Klimt: Adele Bloch-Bauer I, 1907, Złota Adele, Neue Galerie, Nowy Jork

Wiedeński Belweder od momentu powstania gromadził bowiem dzieła sztuki. Początkowo była to kolekcja jego właściciela księcia Eugeniusza Sabaudzkiego, do której w 1781 roku dołączono pokaźną część zbiorów cesarskich, udostępniając je publiczności.
W ramach pierwszego etapu opracowywania kolekcji cesarskiej, otwarto w 1923 w Dolnym Belwederze „Muzeum barokowe”. Górny pałac mieścił od 1924 „Galerię XIX wieku” tworzoną przez dzieła austriackich i międzynarodowych artystów, „Galeria nowoczesna” natomiast znalazła swoje miejsce w Oranżerii. Przylegający do oranżerii ogród (Kammergarten) okazał się znakomity dla ekspozycji monumentalnej rzeźby.
Podczas trwania reżimu narodowosocjalistycznego w Austrii „Galeria Nowoczesna” pozostawała zamknięta, dzięki czemu jej pokaźny zbiór „sztuki zdegenerowanej” pozostał nietknięty. Jednocześnie stale poszerzano również jej zbiory, tak że w 2000 roku, w momencie uzyskania przez instytucję pełnej osobowości prawnej, dysponowała ona przykładowo aż 33 dziełami Gustawa Klimta.
Od 2007 roku muzeum prowadzi Agnes Husslein-Arco, wcześniej ekspert sztuki nowoczesnej przy domach aukcyjnych Dorotheum w Wiedniu i Sotheby’s w Nowym Jorku, dyrektor europejskich filii Sotheby’s (Austria, Budapeszt, Praga, Europa), dyrektor muzeum Rupertinum oraz Museum der Moderne w Salzburgu. Pod jej kierownictwem Belvedere konkuruje w działalności wystawienniczej z największymi muzeami Wiednia – Kunsthistorisches Museum i Albertiną.

## Kompleks
W skład kompleksu muzealnego belvedere wchodzą:
- Górny Belweder (Oberes Belvedere)
- Dolny Belweder (Unteres Bevedere)
- Oranżeria (Orangerie)
- Paradne stajnie (Prunkstall)
- Ogród pałacowy (Schloßgarten)
- 20er Haus
- Augarten Contemporary

## Zbiory
Ogromne zbiory Belvedere podzielone są na kilka części. Dzieła sztuki średniowiecznej prezentowane są od 2007 roku przede wszystkim w tzw. skarbcu (Schatzhaus Mittelalter) – w zaadaptowanych przez berlińskiego architekta Kühna Malvezzi dawnych barokowych stajniach księcia Eugeniusza. Ułożona tematycznie większa część liczącej ponad 220 eksponatów i po raz pierwszy w całości dostępnej kolekcji służyć ma przede wszystkim celom naukowym. Najważniejsze jej obiekty zostały natomiast wydzielone do ekspozycji w skrzydle zachodnim pałacu górnego.
Malarstwo i rzeźbę barokową oglądać można było do 2007 roku w Dolnym Belwederze, obecnie wybrane prace głównie austriackich artystów tej epoki udostępnione zostały publiczności w pomieszczeniach Górnego Belwederu. Znajduje się tam między innymi największy na świecie zbiór rzeźb Franza Xavera Messerschmidta znanego głównie z kolekcji głów o wyrazistej mimice.
Dzięki tym roszadom najcenniejsze i najbardziej reprezentatywne eksponaty z kolekcji Galerii zostały skoncentrowane w jednym miejscu. W paradnym gmachu Górnego Belwederu swoje miejsce ma bowiem także kolekcja malarstwa XIX wieku, obejmująca dzieła klasycyzmu, romantyzmu, biedermeier, historyzmu i impresjonizmu, oraz klejnot zbiorów Galerii – sztuka przełomu wieków XIX i XX, a także twórczość okresu międzywojennego, aż po późne prace epigonów klasycznego modernizmu.
Sztuka 2 poł. XX wieku i najnowsza produkcja artystyczna prezentowana jest głównie w postaci czasowych wystaw w 20er Haus (najczęściej twórczość austriacka w kontekście międzynarodowym) oraz w Augarten Contemporary (głównie międzynarodowa). Wystawy czasowe dotyczące innych epok organizowane są w pomieszczeniach dolnego pałacu oraz w oranżerii. W tej ostatniej pojawia się też w swych „klasycznych formach” jak malarstwo, fotografia i rzeźba, sztuka współczesna.

## Restytucja

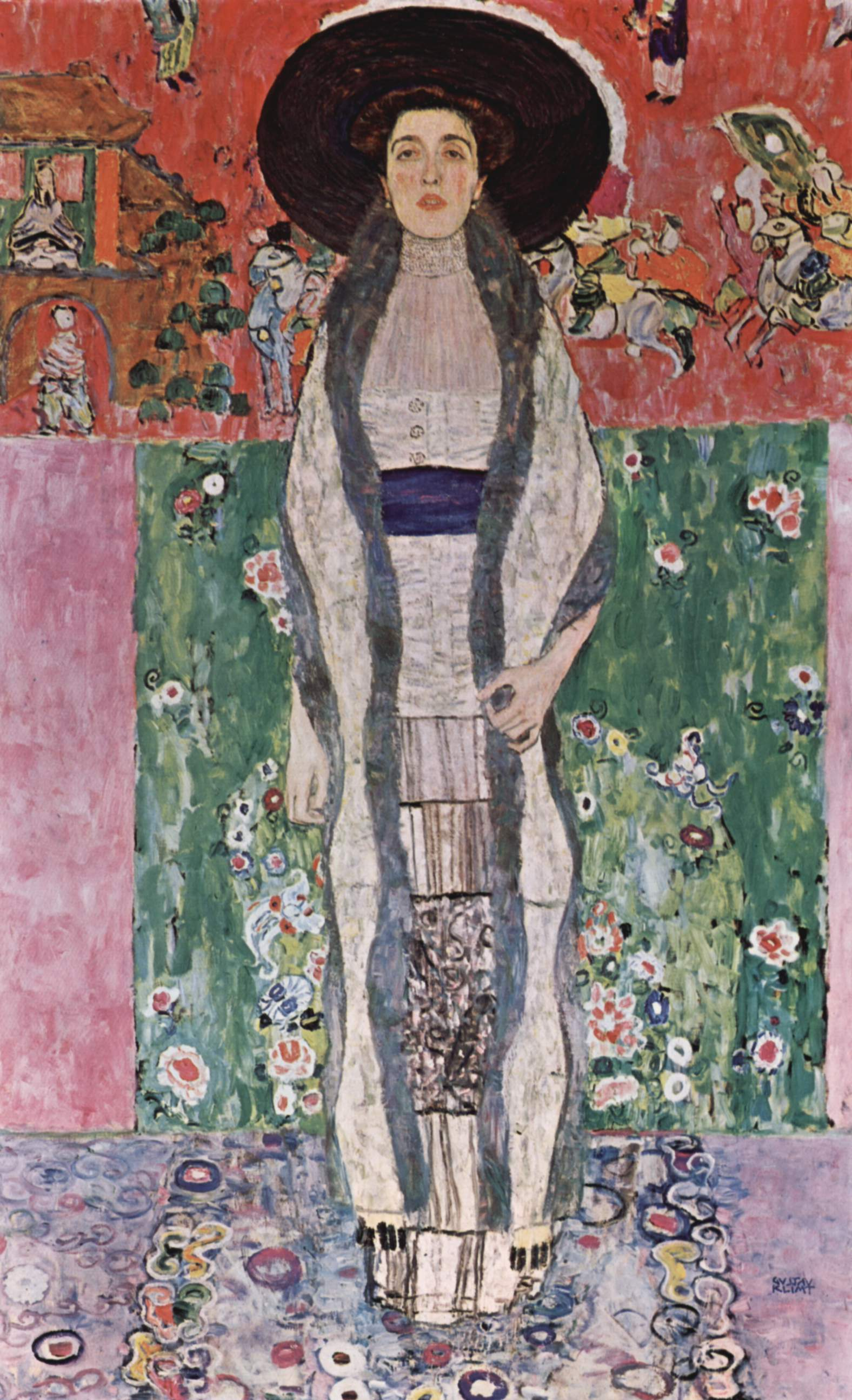
Gustav Klimt: Adele Bloch-Bauer II, 1912, własn. Marii Altmann, Los Angeles

Od 1998 roku (uchwalenia ostatniej austriackiej ustawy o restytucji dzieł sztuki ze zbiorów państwowych) prowadzone są badania nad pochodzeniem niektórych eksponatów, czego efektem był zwrot szeregu sztandarowych obiektów z kolekcji spadkobiercom ich właścicieli sprzed II wojny światowej.
W latach 2000–2004 były to m.in. dzieła Klimta:
- Apfelbaum II (Jabłoń II),
- Dame mit Federboa (Dama z boa),
- Bauernhaus mit Birken (Wiejski dom z brzozami),
- Landhaus am Attersee (Dom nad Attersee), 1914,
- Bildnis einer Dame (Portret Damy).

W 2006 szczególnie cenne prace zwrócono spadkobiercom Ferdinanda Bloch-Bauera (m.in. Marii Altmann, która przez wszczęty przez siebie w USA proces przeciwko Austrii przyczyniła się do nadania rozgłosu sprawie restytucji i stworzenia brzemiennego w skutki precedensu):
- Adele Bloch-Bauer I (tzw. Złota Adele), 1907
- Adele Bloch-Bauer II, 1912
- Buchenwald/Birkenwald (Buchenwald/ las brzozowy), 1903
- Apfelbaum I (Jabłoń I), 1912
- Häuser in Unterach am Attersee (Domy w Unterach nad Attersee), ok. 1916